# Rettenbach, Günzburg
Rettenbach là một đô thị ở huyện Günzburg bang Bavaria thuộc nước Đức.